# Giuseppe Benetti

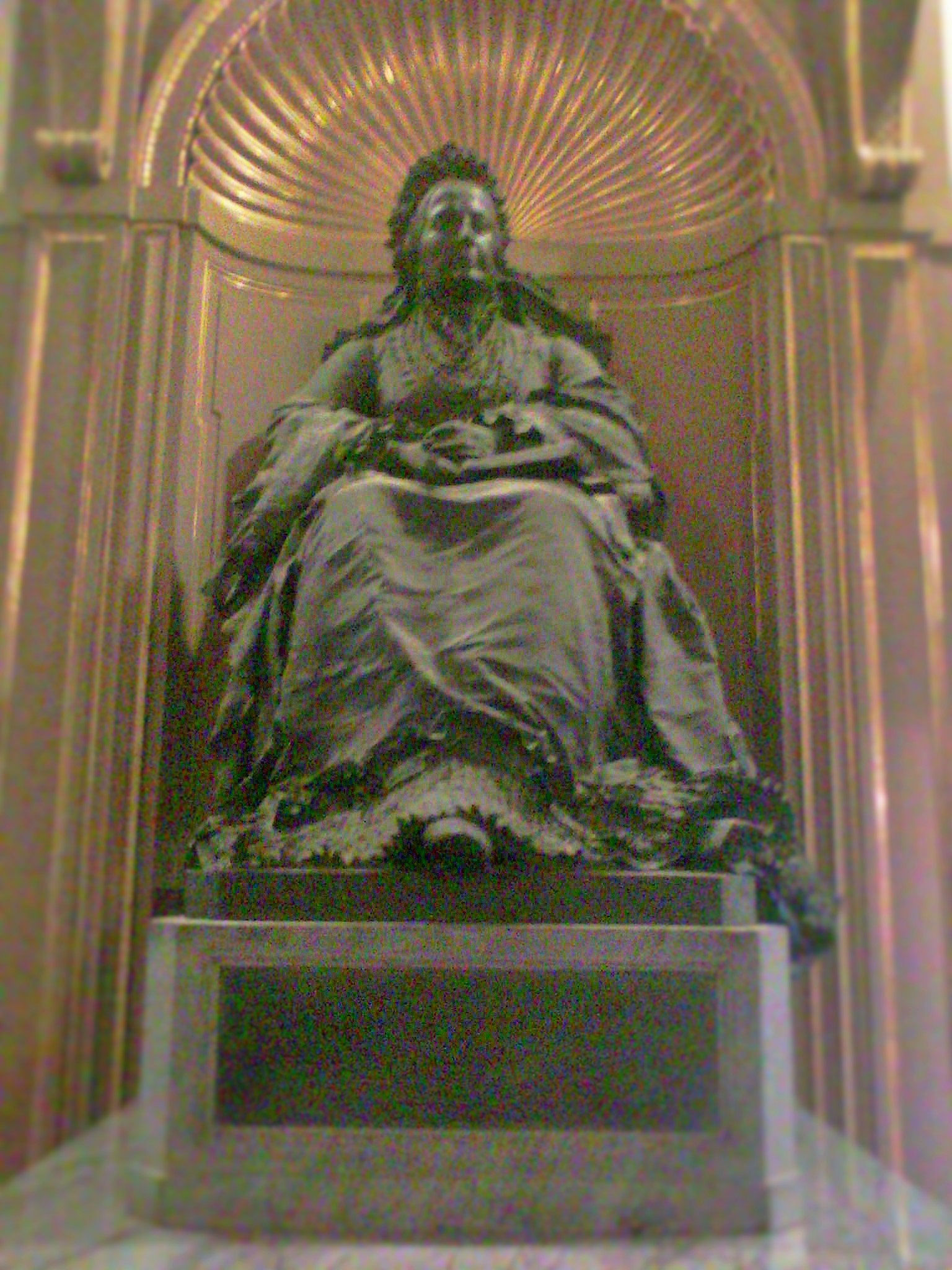
Statua dedicata alla duchessa di Galliera realizzata dallo scultore Giuseppe Benetti, Palazzo Tursi.

Giuseppe Benetti (Genova, 1825 – Genova, 1914) è stato uno scultore italiano.

## Biografia
Ebbe come maestro all'Accademia ligustica di belle arti di Genova Santo Varni, istituto che Benetti frequentava dal 1844. Nel 1852 si trasferì a Firenze grazie all'ottenimento di un sussidio, il "Pensionato Durazzo", e nel capoluogo toscano continuò i suoi studi artistici. Terminata l'esperienza formativa toscana, tornò poi nella sua città natale.
A partire dalla fine degli anni settanta del XIX secolo il suo stile, rimasto sino ad allora legato abbastanza rigidamente ai suoi studi accademici, si evolse timidamente verso una maggiore resa psicologica ed emotiva dei soggetti rappresentati nelle sue opere. La sua produzione fu essenzialmente funeraria e venne ricercato dalle famiglie benestanti genovesi che gli commissionarono numerosi monumenti funebri presso il cimitero di Staglieno tra cui si possono ricordare le tombe Costa (1864), Pignone Avanzini (1867), Filippo d'Albertis (1871), Giovanni Lorenzo Botto (1871), Piaggio (1873), Gatti (1875), Venzano (1877) e Rossi (1878).
Altra sua opera del 1891 è conservata a palazzo Tursi, ed è dedicata a Maria Brignole Sale De Ferrari, benefattrice del comune di Genova.